# Torre de la Mora (Sant Feliu de Buixalleu)
Les restes de la Torre de la Mora, una antiga torre de guaita, de la qual només en resta el basament, es troben al cim del turó de la Mora, al nord de Gaserans, entitat de població del municipi de Sant Feliu de Buixalleu. S'hi albira tot el pla de Gaserans i el castell de Montsoriu.

## Història
Aquesta antiga torre de guaita d'origen roma i reutilitzada en època medieval vinculada al castell de Montsoriu dominava visualment un bon tram de la zona corredor Montseny-Montnegre per on passava la Via Augusta, el pla de Gaserans, el camí que mena a la vall d'Arbúcies i les planes interiors i la vall de Breda. Indret estratègic pel control d'una important intersecció de camins que comunicava el castell amb un sector de la part baixa del terme o planura de la Tordera, des de la qual Montsoriu no era visible.
No es té constància de cap referència documental de la Torre de la Mora però tradicionalment se l'ha considerat una torre de guaita relacionada amb el castell de Montsoriu. Jaume Coll creu probable que aquesta construcció, juntament amb la torre de Grions, hagués estat una de les fortificacions de Pere Malany, dependents dels senyors del castell de Montsoriu, des d'on es feien senyals al castell durant la rebel·lió del vescomtat de Cabrera contra el rei Pere III, l'any 1367.

## Arquitectura
L'any 1996 es va realitzar una prospecció arqueològica de tot el turó que va permetre delimitar l'estructura d'un oppidum ibèric de planta rectangular, d'una grandària d'aproximadament 80 m x 20 m, orientat d'est a oest. A la part superior del turó, dins el recinte del poblat, es localitza una torre de planta circular, d'un diàmetre interior de 5,70 m i un d'exterior de 9,50 m, amb una amplada màxima del mur de 2 m i una alçada conservada de prop d'1,20 m, més uns 0,70 m que correspondrien a la fonamentació. Tres rengleres de carreus molt grossos, desiguals i escairats solament per la superfície visible i els buits de les parets omplerts amb reble. A la part nord-occidental es conserva el mur en millors condicions i més visible; a l'interior es veu pràcticament només arran de terra.
Durant l'excavació es va poder determinar només el darrer període del seu funcionament que correspon als segles VIII-X. Les excavacions de l'any 1999 varen permetre documentar, a l'exterior del mur de la torre, dues filades de carreus de granit: una que serviria pròpiament de sòcol i l'altre formada per blocs escairats i amb un encoixinat molt ben conservat. A partir de criteris estrictament arquitectònics, per comparació amb els paral·lels propers de les torres circulars de la torrassa del Moro (Llinars del Vallès) i la torre del Far (Beuda), aquests elements permeten datar la seva construcció en època romana, probablement en el període baix-republicà.